# Crates de Olinto
Crates de Olinto (Griego antiguo: Κράτης ο Ολύνθιος, también conocido como "Kratis" o "Krateros Olynthios"), fue un ingeniero minero e hidráulico que acompañó a Alejandro Magno. Recibió la orden de drenar el lago Copaide en Beocia y contribuyó a la construcción de la ciudad de Alejandría diseñando los sistemas de alcantarillado y abastecimiento de agua. Procedía de Olinto, Calcídica, pero tras la destrucción de la ciudad en el año 348 a. C. pudo haberse asentado en Calcis .